# Production part approval process
Production Part Approval Process (PPAP) jedná se o proces schvalování části výroby (potvrzením, že výrobek splňuje požadavky zákazníka na sériovou výrobu). Tento proces se používá v automobilovém dodavatelském řetězci.
Proces schvalování součástí výroby, je plán k zajištění konzistentní kvality při vytváření součástí ve výrobě. Primárním cílem tohoto kontrolního plánu je identifikovat a rychle čelit jakémukoli faktoru, který by mohl změnit specifikace a výrobní toleranci pro daný díl, jako je například opotřebení nástroje nebo změny teploty během výroby.

## Historie
PPAP se vyvinul z procesu, který inženýři NASA vytvořili, aby lépe předpovídali poruchy zařízení po selhání startovací rampy první mise Apollo. Ve velitelském modulu 012 došlo k záblesku , což vedlo k prasknutí velitelského modulu. Cílem procesu NASA bylo zabránit druhu poruch zařízení, které způsobily selhání Apolla 1.
Tento proces dále zdokonalil americký automobilový průmysl jako způsob, jak zefektivnit a zlepšit svůj dodavatelský řetězec. Konkrétně Automotive Industry Action Group (AIAG) vyvinula systém s určitými vstupy od General Motors, Ford a Chrysler (nyní FCA). Implementace PPAP v automobilovém průmyslu pomohla zajistit, že dodavatelé byli schopni dodat požadovaný počet dílů ve stanoveném časovém rámci (navazuje na JiT) za stanovenou cenu při dodržení tolerancí výrobce. Postupem času tuto metodu přijala i jiná průmyslová odvětví jako prostředek k certifikaci vzájemného porozumění pro výkon dílů mezi dodavateli komponentů a odběrateli.

## Způsob provedení PPAP
Provádí se reálná měření. Naměřené hodnoty se odebírají z vyrobených dílů a používají se k dokončení různých zkušebních listů PPAP. Listy se archivují.

### Požadavky
Požadované prvky pro PPAP se v každém odvětví liší. Například existuje 18 požadovaných prvků PPAP pro automobilový průmysl. Na druhou stranu neexistuje žádný standardizovaný PPAP.

#### Prvky PPAP běžně (používané)
- Záznamy o designu
- Analýza módu a účinku při návrhu (DFMEA)
- Záznamy o materiálových a výkonnostních zkouškách

#### Úrovně požadavků (obvyklé rozlišení)
- Úroveň 1 – Záruka na předložení dílů (PSW) předložená pouze zákazníkovi.
- Úroveň 2 – PSW se vzorky produktů a omezenými podpůrnými daty.
- Úroveň 3 – PSW se vzorky produktů a kompletními podpůrnými daty.
- Úroveň 4 – PSW a další požadavky definované zákazníkem.
- Úroveň 5 – PSW se vzorky produktů a kompletními podpůrnými údaji, které jsou k dispozici ke kontrole ve výrobním místě dodavatele. Kompletní dokumentace

### Schválení
Proces schvalování výrobního dílu (PPAP) je vyžadován vždy, když se plánuje nová část změny stávajícího dílu nebo procesu. Zákazník může požádat o PPAP kdykoli během životnosti produktu. Pro dodavatele to znamená udržování systému jakosti, který rozvíjí a dokumentuje všechny požadavky na podání PPAP, bez ohledu na to, zda jste byli požádáni, abyste nějaké dodali.

#### Odpovědnost
Za vytváření PPAP nenesou odpovědnost zákazníci, ale dodavatelé. PPAP může být vyžadován pro všechny komponenty a materiály začleněné do hotového výrobku a může být také vyžadován, pokud komponenty zpracovávají externí subdodavatelé.

#### Kritické prvky procesu schvalování výrobních dílů
- Záznam o návrhu se všemi specifikacemi
- Číslo autorizované technické změny (AECN)
- Zákaznické inženýrské schválení
- Proces je definován
- Proces je zdokumentován
- Jsou vytvořeny vazby procesu
- Proces je monitorován, analyzován a vylepšován na základě dat
- Záznamy jsou vytvářeny, udržovány a uchovávány
- Zpráva o validačním testu
- Kontrolní plán
- PFD (procesní vývojový diagram)
- Zpráva o laboratorním testu
- DFMEA (analýza režimu a efektů selhání návrhu)
- PFMEA (analýza režimu a efektů selhání procesu)
- Studie MSA (analýza systému měření)
- SPC (statistická kontrola procesu)

## ISIR a PPAP

### ISIR
Termín ISIR (první vzorová kontrolní zpráva) používají německé společnosti (jako VW, BMW, HARTING, Phoenix apod.). Formulář ISIR je standardizován společností Verband der Automobilindustrie e. V.(krátce VDA). sdružující jak výrobce automobilů, tak dodavatele automobilových komponentů. Termín je také používán některými jinými společnostmi jako Hyundai a Kia.
Ve skutečnosti je ISIR jako součás PPAP. Nazývá se: Warrant and Inspection Report of PPAP document package. Balíček dokumentů PPAP obsahuje některé další dokumenty, jako je PFMEA, kontrolní plán, výkres, MSA, údaje o způsobilosti, ISIR atd.

### PPAP
V dnešní době je PPAP dokument používán především do automobilek a strojírenství, ISIR je pouze jedna z částí PPAP, která lze využít pro aktuální měření nebo pro výstup z kontroly prvního kusu (pokud zákazník nemá konkrétní požadavek na používání svého ISIR v rámci svého systému).

### Rozdíl mezi ISIR a PPAP
ISIR – je výstup měření, a zápis, který dokazuje že výrobek splňuje požadavky zákazníka na zakázkovou výrobu. Jedná se o souhrn počátečního vzorku prezentovaného v jakémkoli stavu (většinou dle přání zadavatele na výrobu). To ale neznamená, že prezentovaný produkt je v sériovém stavu, ale pouze uvádí s důkazy aktuální stav a připravenost prvního vzorku s pracovním postupem, pro výrobu například pro menší zakázku).
PPAP – je potvrzením, že výrobek splňuje požadavky zákazníka na sériovou výrobu (sériová zakázka).
PSW – je podporován a ověřen ISIRem.